# Лабудова песма
Лабудова песма је једанаести студијски албум музичке групе Рибља чорба, објављен 1992. године.
„Док падају главе“, „Амин“ и „Рат је завршен“ су антиратне песме инспирисане ратним дешавањима на просторима бивше Југославије деведесетих. Једини хит с овог албума био је „Кад сам био млад“, обрада песме „When I Was Young“ Ерика Бардона.
Песме „Продавница снова“, „Збогом, памети“, „На пола пута до среће“, „Шта још можеш да ми даш“ и „Вуковар“ на којима је радио Оливер Мандић, биле су изостављене са албума.
Овај албум је требало да буде Чорбин последњи, али су ипак одлучили да свирају и даље.
Тек 1. децембра 2001. године, због мањак песама на овом албуму, објављено је реиздање овог албума, а издавач је био One Records. Једина разлика у реиздању јесте да је убачена и девета песма Јеби га као бонус песма, која је снимљена у току снимања албума Пишање уз ветар.

## Списак песама
1. Док падају главе — 2:53
2. Амин — 4:30
3. Ноћас губим меч (Волех те сувише) — 4:45
4. — 3:31
5. Боже — 4:03
6. Рат је завршен — 3:08
7. Кад сам био млад — 3:24
8. Иди сад — 3:54
9. Јеби га — 2:56

## Чланови групе
- Бора Ђорђевић — вокал
- Видоја Божиновић — гитара
- Зоран Илић — гитара
- Миша Алексић — бас-гитара
- Вицко Милатовић — бубњеви

### Гостујући музичари на албуму
- Оливер Мандић — пратећи вокали, клавијатуре